# Disentis/Mustér
Disentis (Alemão) ou Mustér (Romanche) é uma comuna da Suíça, no Cantão Grisões, com cerca de 2.186 habitantes. Seu nome oficial é Disentis/Mustér. Estende-se por uma área de 91,08 km², de densidade populacional de 24 hab/km². Confina com as seguintes comunas: Linthal (GL), Medel, Silenen (UR), Sumvitg, Tujetsch. 
A língua oficial nesta comuna é o romanche sursilvano, mas seus habitantes também falam alemão.
É atualmente um dos principais centros da língua romanche, em especial do dialeto sursilvano. Tem também grande importância cultural pois abriga um mosteiro beneditino fundado no ano de 720 d.C.
De acordo com o censo de 2000, a comuna de Disentis/Mustér é aquela onde é encontrado o maior número de habitantes que têm o romanche como língua materna (1.735), vindo, a seguir, Coira (em alemão:Chur) (1.339) e Sumvitg, vizinha de Disentis/Mustér, com 1.289. 

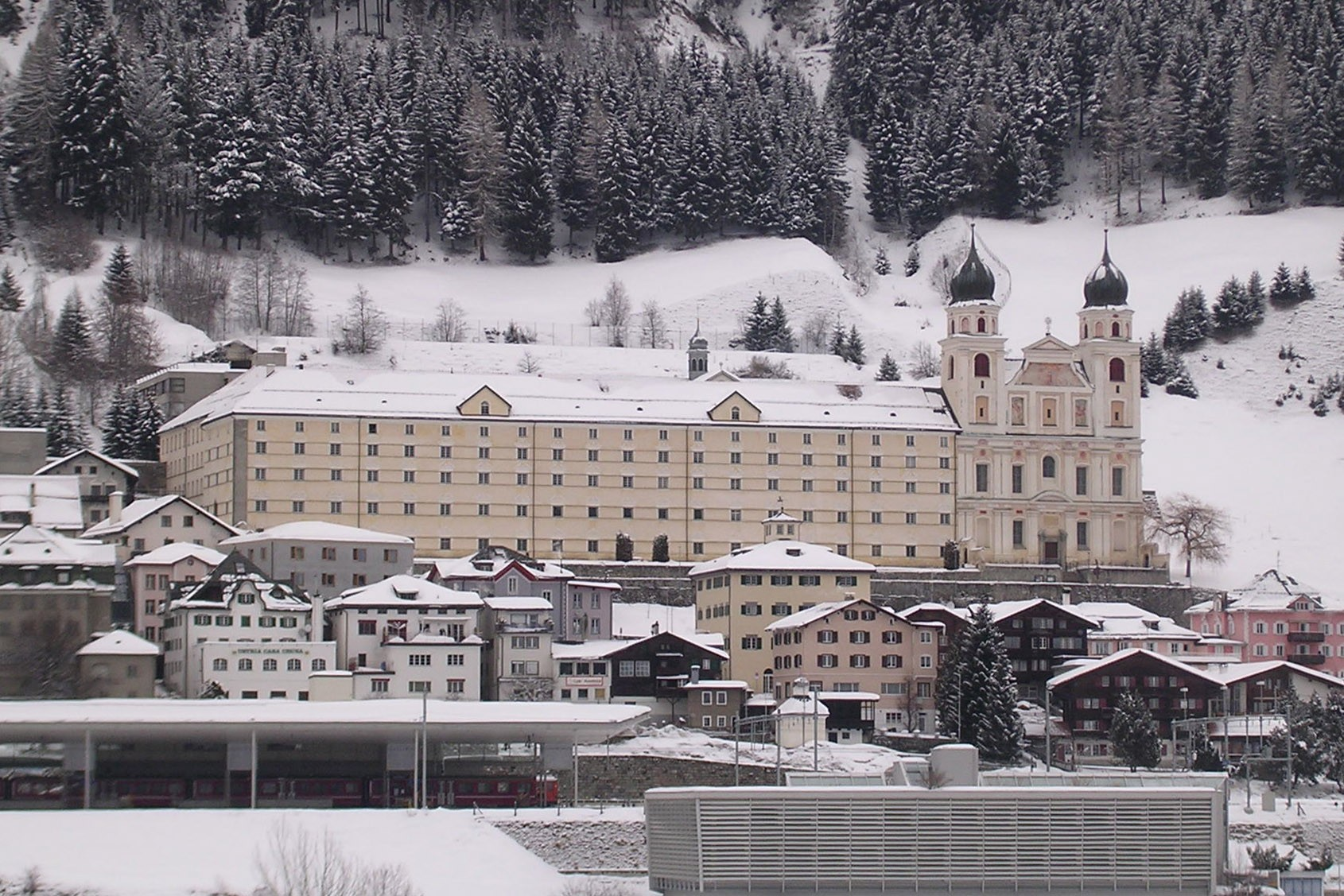
Vista do Mosteiro

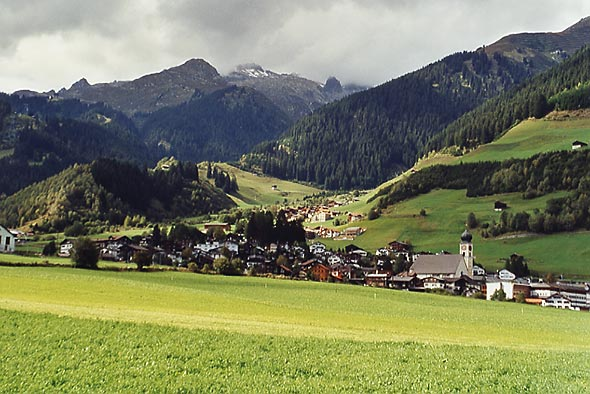
Visão geral da comuna